# Aloe suberecta
Aloe suberecta é uma espécie de liliopsida do gênero Aloe, pertencente à família Asphodelaceae.